# Centrale nucleare di Atucha
La centrale nucleare di Atucha (in spagnolo Central Nuclear Atucha) è una centrale nucleare situata nella Provincia di Buenos Aires in Argentina. È composta da 2 reattori PHWR da 1097 MW totali, altri 2 reattori nello stesso sito sono al vaglio.

## Espansione dell'impianto
È prevista poi l'espansione dell'impianto con due reattori CANDU modello EC6 per circa 1400 MW totali.